# 高山道公園

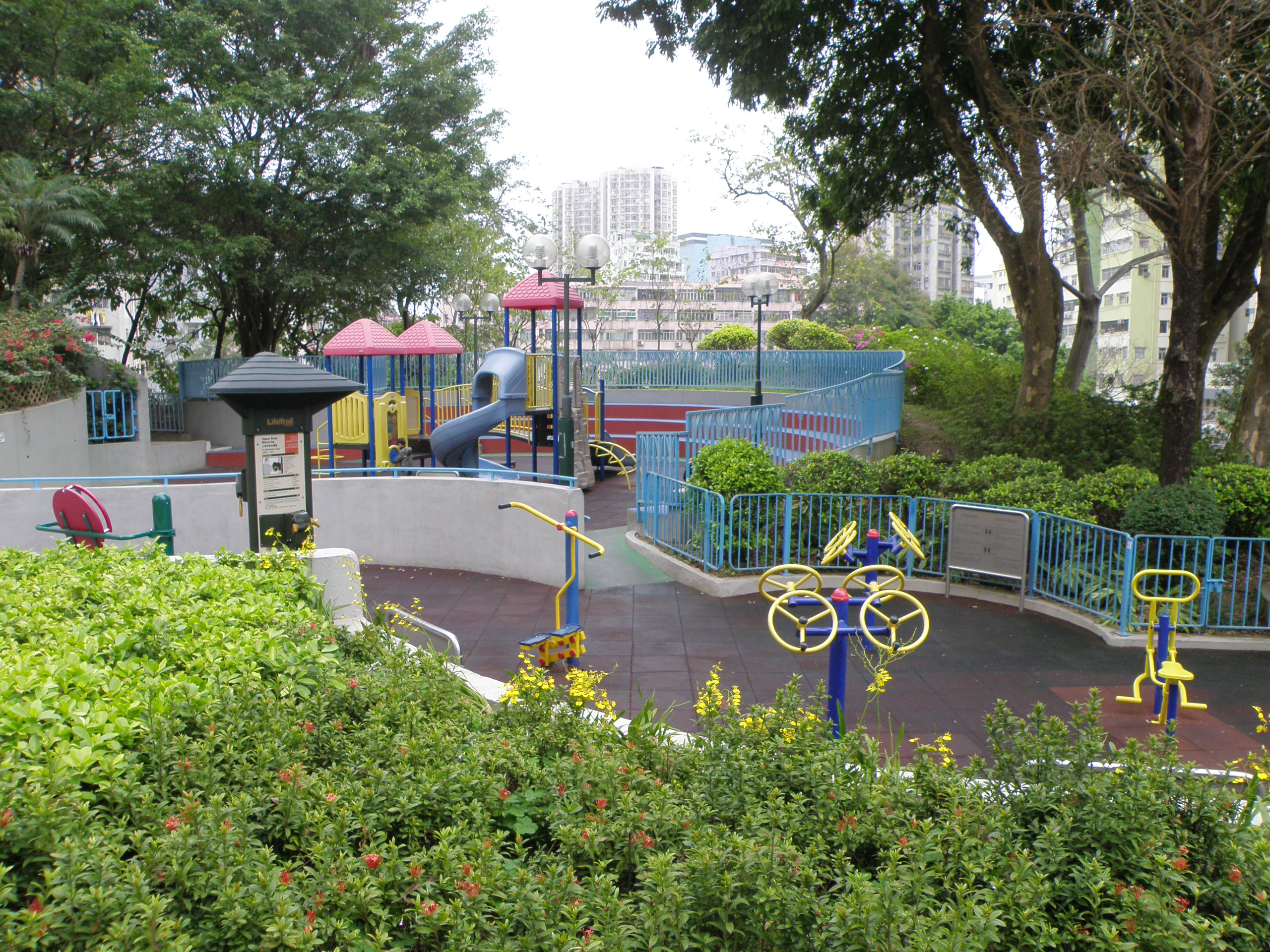
高山道公園遊樂場

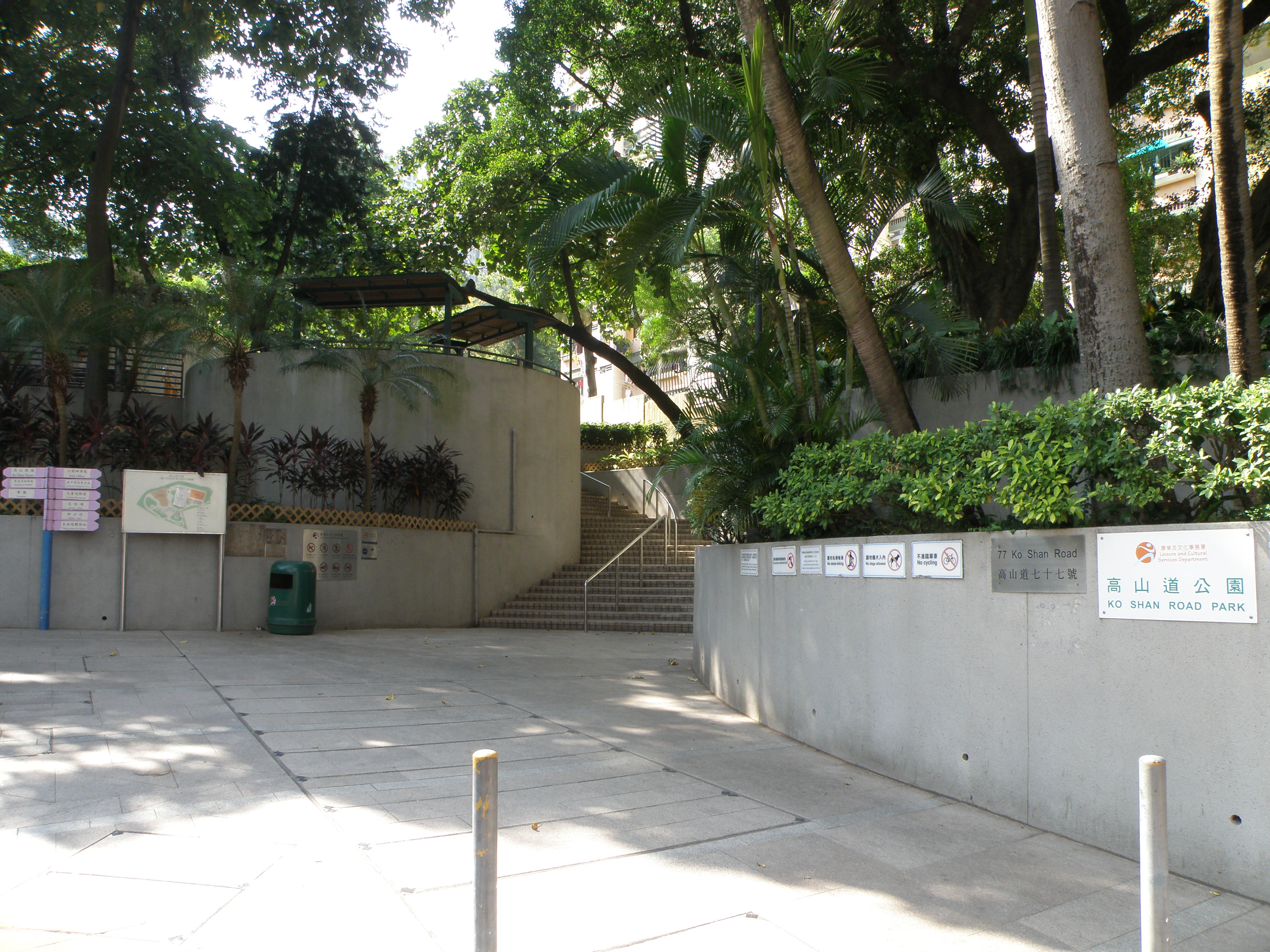
高山道公園入口

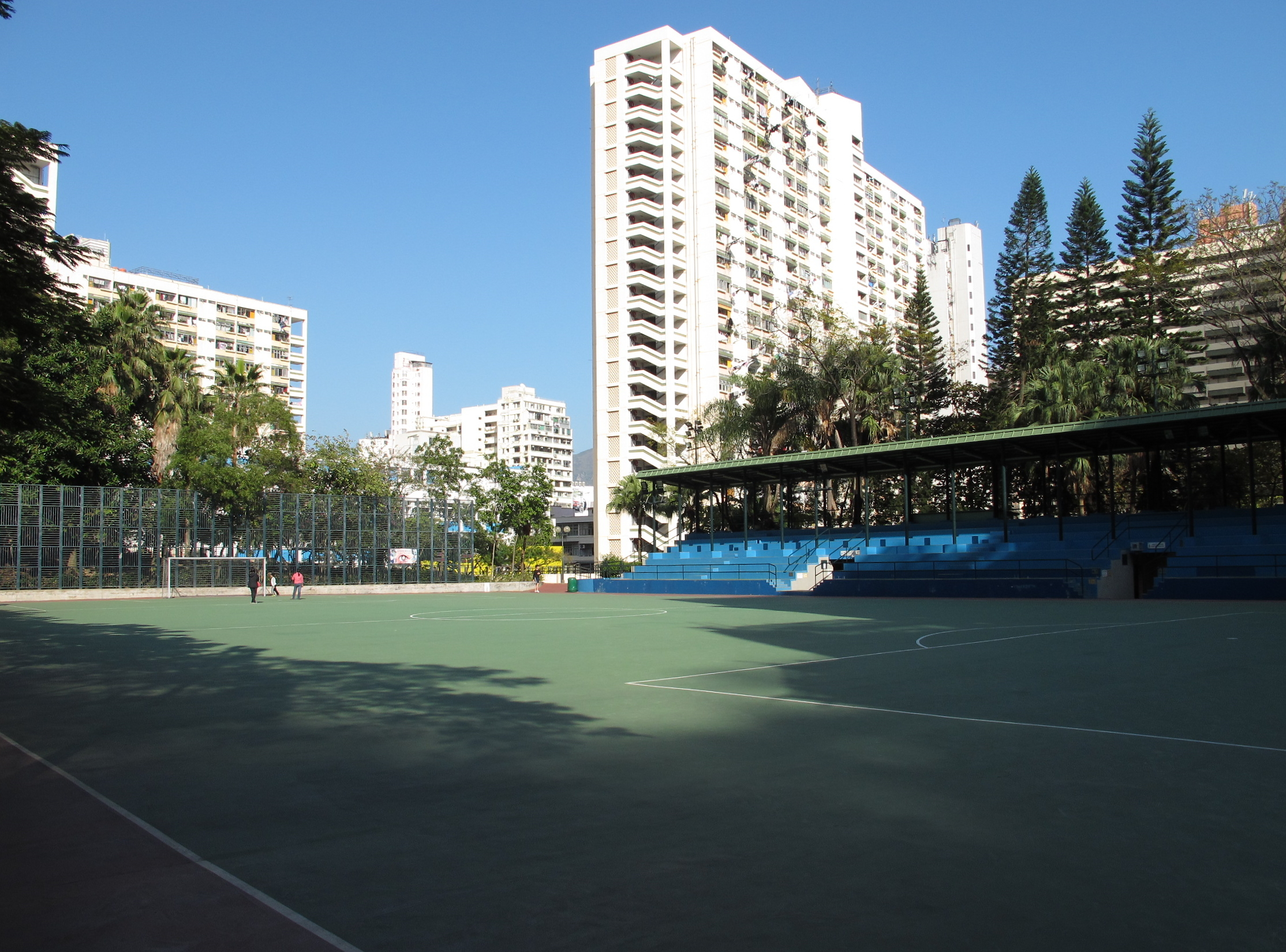
足球場

22°18′50″N 114°11′10″E / 22.3139376°N 114.1860014°E
高山道公園（英語：Ko Shan Road Park）是香港一座公園，位於九龍鶴園及老龍坑高山道77號，以當中的高山劇場而最為著名。現址前身為鶴園石礦場，於1982年改建成為公園，內有足球場及遊樂場等設施。